# El Parí
El Parí („Plaza El Parí“ oder „Plaza 21 de Noviembre“) ist heute der Name eines Platzes in der bolivianischen Metropole Santa Cruz.
Plaza El Parí liegt zwei Kilometer südwestlich der im unmittelbaren Zentrum der Stadt gelegenen Basilica Menor de San Lorenzo auf 418 m Höhe. Der Platz befindet sich an der Stelle, an der im südamerikanischen Unabhängigkeitskrieg am 21. November 1816 vor den Toren der damaligen Stadt Santa Cruz der Führer der Revolutionstruppen, Oberst Ignacio Warnes, in einer wichtigen Entscheidungsschlacht gegen die Truppen von Francisco Javier Aguilera zu Tode kam.
Auf der Plaza El Parí erinnert heute eine Büste an Ignacio Warnes und die damalige Schlacht in der Talaue von El Parí.
Koordinaten: 17° 47′ 54″ S, 63° 11′ 31″ W